# Nachwuchs-Basketball-Bundesliga 2021/22
Die Saison 2021/22 war die sechzehnte Spielzeit der Nachwuchs-Basketball-Bundesliga. Es war die erste Saison seit Beginn der COVID-19-Pandemie, die vollständig zu Ende gespielt werden konnte. Sie begann im Oktober 2021 mit den Spielen der Hauptrunden A und B, auf die ab März 2022 mehrere Aufstiegs- und Abstiegsrunden sowie Play-offs zur Ermittlungen der vier Teilnehmer am Top-Four-Turniers folgten. Das Finalturnier mit den beiden Halbfinalpaarungen sowie dem Endspiel wurde in die Ballsporthalle nach Frankfurt am Main vergeben, die damit nach 2017 zum zweiten Mal Austragungsort war.
Als amtierender Deutscher Meister ging FC Bayern München in die Saison. Das Endturnier um die deutsche Meisterschaft fand am 21. und 22. Mai 2022 statt. Den Meistertitel gewann nach einer ungeschlagenen Saison die U19 von Alba Berlin.

## Modus
40 Mannschaften spielten aufgeteilt in Hauptrunde A (zwei Gruppen mit je acht Teilnehmern) und Hauptrunde B (vier Gruppen mit je sechs Teilnehmern). In den beiden Gruppen der Hauptrunde A spielten die Play-off-Teilnehmer der Vorsaison, in den Gruppen der Hauptrunde B die Mannschaften der Vorsaison, die sich sportlich für die Saison 2019/20 qualifiziert haben, sowie erfolgreiche Qualifikationsteilnehmer.
In der Hauptrunde A spielte jede Mannschaft zwei Spiele gegen die anderen Mannschaften ihrer Gruppe. Die besten sechs Mannschaften jeder Gruppe zog danach in die Play-offs ein. Die übrigen vier Mannschaften erworben das Teilnahmerecht in der Hauptrunde B für die Folgesaison.
Auch die Mannschaften der Hauptrunde B spielten zunächst im Ligamodus gegeneinander. Die besten zwei Mannschaften jeder Gruppe spielten danach eine Aufstiegsrunde gegeneinander. Die besten vier Mannschaften der Aufstiegsrunde zogen in die Play-offs ein, die restlichen vier Mannschaften haben das Teilnahmerecht für die Hauptrunde B der Folgesaison erworben. Die restlichen Mannschaften der Hauptrunde B spielten im Ligasystem eine Abstiegsrunde in zwei Gruppen. Die beiden Letztplatzierten jeder Abstiegsrundengruppe waren die Absteiger der Saison und mussten sich in der Folgesaison erneut qualifizieren. Die anderen Mannschaften der Abstiegsrunde spielten in der Folgesaison erneut in der Hauptrunde B.
Alle Play-off-Teilnehmer haben für die Saison 2022/23 das Teilnahmerecht an der Hauptrunde A erworben. Die Play-offs wurden im Verfahren Best of three ausgetragen. Die vier besten Mannschaften zogen in das Top-Four-Turnier ein. Der Gewinner des Schlussturniers wurde deutscher Meister.

## Teilnehmer

### Qualifikation
Nachdem der Abstieg aufgrund der COVID-19-Pandemie bereits im November 2020 ausgesetzt wurde, meldeten sich alle im vergangenen Jahr gemeldeten Mannschaften in U19 (NBBL) und U16 (JBBL) für die kommende Saison fristgerecht zurück. Im Sommer wurden daraufhin keine Qualifikationsturniere für Neubewerber durchgeführt.

### Gruppeneinteilung

#### Hauptrunde A
| Hauptrunde A (Nord)       | Hauptrunde A (Süd)                         |
| ------------------------- | ------------------------------------------ |
| AB Baskets                | Brose Bamberg / TSV Tröster Breitengüßbach |
| Alba Berlin               | Eintracht Frankfurt / Frankfurt Skyliners  |
| Bayer Giants Leverkusen   | FC Bayern München                          |
| Hamburg Towers            | Roth Energie BBA Gießen 46ers              |
| Phoenix Hagen Juniors     | Internationale Basketball Akademie München |
| Rostock Seawolves Juniors | Team Südhessen                             |
| Uni Baskets Paderborn     | Porsche BBA Ludwigsburg                    |
| Young Rasta Dragons       | Medipolis SC Jena                          |

#### Hauptrunde B
| Hauptrunde B (Nord)           | Hauptrunde B (West)        | Hauptrunde B (Ost)                | Hauptrunde B (Süd)       |
| ----------------------------- | -------------------------- | --------------------------------- | ------------------------ |
| Basketball Löwen Braunschweig | ART Giants Düsseldorf      | Mitteldeutsche Basketball Academy | Team Urspring            |
| Baskets Juniors Oldenburg     | USC Heidelberg             | Niners Chemnitz Academy           | Hakro Merlins Crailsheim |
| Eisbären Bremerhaven          | RheinStars Köln            | TenneT Young Heroes               | OrangeAcademy            |
| BG Göttingen Juniors          | s.Oliver Würzburg Akademie | Dresden Titans                    | TS Jahn München          |
| Metropol Baskets Ruhr         | Team Bonn/Rhöndorf         | Tornados Franken                  | ratiopharm Ulm           |
| UBC Münster                   | Young Gladiators Trier     | Basketball Löwen Erfurt           | Young Tigers Tübingen    |

## Tabellen

### Hauptrunde A
- Bei Punktgleichheit entschied der direkte Vergleich
- Stand: Ende der Hauptrunde A[5]

|  | = Play-off-Plätze (Plätze 1 bis 6)                                       |
|  | = Teilnahmerecht für Hauptrunde B in der Saison 2022/23 (Plätze 7 und 8) |

#### Nord
| # | Mannschaft | Siege | Niederlagen | Punkte | Korbpunkte |
| - | ---------- | ----- | ----------- | ------ | ---------- |
| 1 |            |       |             |        |            |
| 2 |            |       |             |        |            |
| 3 |            |       |             |        |            |
| 4 |            |       |             |        |            |
| 5 |            |       |             |        |            |
| 6 |            |       |             |        |            |
| 7 |            |       |             |        |            |
| 8 |            |       |             |        |            |

#### Süd
| # | Mannschaft | Siege | Niederlagen | Punkte | Korbpunkte |
| - | ---------- | ----- | ----------- | ------ | ---------- |
| 1 |            |       |             |        |            |
| 2 |            |       |             |        |            |
| 3 |            |       |             |        |            |
| 4 |            |       |             |        |            |
| 5 |            |       |             |        |            |
| 6 |            |       |             |        |            |
| 7 |            |       |             |        |            |
| 8 |            |       |             |        |            |

### Hauptrunde B
- Bei Punktgleichheit entschied der direkte Vergleich
- Stand: Ende der Hauptrunde B[5]

|  | = Teilnahme an Aufstiegsrunde (Platz 3 bis 6) (Plätze 1 und 2) |
|  | = Teilnahme an Abstiegsrunde (Platz 3 bis 6)                   |

#### Nordost
| # | Mannschaft | Siege | Niederlagen | Punkte | Korbpunkte |
| - | ---------- | ----- | ----------- | ------ | ---------- |
| 1 |            |       |             |        |            |
| 2 |            |       |             |        |            |
| 3 |            |       |             |        |            |
| 4 |            |       |             |        |            |
| 5 |            |       |             |        |            |
| 6 |            |       |             |        |            |

#### Nordwest
| # | Mannschaft | Siege | Niederlagen | Punkte | Korbpunkte |
| - | ---------- | ----- | ----------- | ------ | ---------- |
| 1 |            |       |             |        |            |
| 2 |            |       |             |        |            |
| 3 |            |       |             |        |            |
| 4 |            |       |             |        |            |
| 5 |            |       |             |        |            |
| 6 |            |       |             |        |            |

#### Südost
| # | Mannschaft | Siege | Niederlagen | Punkte | Korbpunkte |
| - | ---------- | ----- | ----------- | ------ | ---------- |
| 1 |            |       |             |        |            |
| 2 |            |       |             |        |            |
| 3 |            |       |             |        |            |
| 4 |            |       |             |        |            |
| 5 |            |       |             |        |            |
| 6 |            |       |             |        |            |

#### Südwest
| # | Mannschaft | Siege | Niederlagen | Punkte | Korbpunkte |
| - | ---------- | ----- | ----------- | ------ | ---------- |
| 1 |            |       |             |        |            |
| 2 |            |       |             |        |            |
| 3 |            |       |             |        |            |
| 4 |            |       |             |        |            |
| 5 |            |       |             |        |            |
| 6 |            |       |             |        |            |

## Auf- und Abstiegsrunden

### Aufstiegsrunden
- Bei Punktgleichheit entschied der direkte Vergleich
- Stand: 16. März 2020[5]

|  | = Play-off-Plätze (Plätze 1 und 2)                                       |
|  | = Teilnahmerecht für Hauptrunde B in der Saison 2022/23 (Plätze 3 und 4) |

#### Nord
| # | Mannschaft | Siege | Niederlagen | Punkte | Korbpunkte |
| - | ---------- | ----- | ----------- | ------ | ---------- |
| 1 |            |       |             |        |            |
| 2 |            |       |             |        |            |
| 3 |            |       |             |        |            |
| 4 |            |       |             |        |            |

#### Süd
| # | Mannschaft | Siege | Niederlagen | Punkte | Korbpunkte |
| - | ---------- | ----- | ----------- | ------ | ---------- |
| 1 |            |       |             |        |            |
| 2 |            |       |             |        |            |
| 3 |            |       |             |        |            |
| 4 |            |       |             |        |            |

### Abstiegsrunden
- Bei Punktgleichheit entschied der direkte Vergleich
- Stand: 16. März 2020[5]

|  | = Teilnahmerecht für Hauptrunde B in der Saison 2022/23 (Plätze 1 bis 6)    |
|  | = Kein automatisches Teilnahmerecht für die Saison 2022/23 (Plätze 7 und 8) |

#### Nord
| # | Mannschaft | Siege | Niederlagen | Punkte | Korbpunkte |
| - | ---------- | ----- | ----------- | ------ | ---------- |
| 1 |            |       |             |        |            |
| 2 |            |       |             |        |            |
| 3 |            |       |             |        |            |
| 4 |            |       |             |        |            |
| 5 |            |       |             |        |            |
| 6 |            |       |             |        |            |
| 7 |            |       |             |        |            |
| 8 |            |       |             |        |            |

#### Süd
| # | Mannschaft | Siege | Niederlagen | Punkte | Korbpunkte |
| - | ---------- | ----- | ----------- | ------ | ---------- |
| 1 |            |       |             |        |            |
| 2 |            |       |             |        |            |
| 3 |            |       |             |        |            |
| 4 |            |       |             |        |            |
| 5 |            |       |             |        |            |
| 6 |            |       |             |        |            |
| 7 |            |       |             |        |            |
| 8 |            |       |             |        |            |

## Probleme im Zuge der COVID-19-Pandemie
Durch die COVID-19-Pandemie, die seit Januar 2020 auch in Deutschland grassierte (siehe COVID-19-Pandemie in Deutschland), wurde der Spielbetrieb der NBBL gefährdet.